# Антипін Віктор Володимирович
Віктор Володимирович Антипін (рос. Виктор Владимирович Антипин; 6 грудня 1992, Усть-Каменогорськ, Казахстан) — російський хокеїст, захисник. Виступає за «Металург» (Магнітогорськ) у Континентальній хокейній лізі.
Вихованець хокейної школи «Металург» (Магнітогорськ). Виступав за «Стальні Лиси» (Магнітогорськ), «Металург» (Магнітогорськ).
У складі національної збірної Росії учасник чемпіонату світу 2015 (10 матчів, 0+3). У складі молодіжної збірної Росії учасник чемпіонату світу 2012. У складі юніорської збірної Росії учасник чемпіонату світу 2010.
Батько: Володимир Антипін
Досягнення
- Срібний призер чемпіонату світу (2015)
- Срібний призер молодіжного чемпіонату світу (2012)
- Володар Кубка Харламова (2010).
- Учасник матчу усіх зірок КХЛ (2013).
- Володар Кубка Гагаріна (2014)